# José Carmona Requena
José Carmona Requena (Córdoba, 1911-diciembre de 1979) fue un político y obrero español.

## Biografía
Nacido en Córdoba en 1911, era campensino. En 1930 ingresó en el Partido Comunista de España (PCE), llegando a ser secretario del partido en la comarca de Montemayor. Tras el estallido de la guerra civil pasó a formar parte del comisariado político del Ejército Popular de la República. Ejercería como comisario de la 226.ª Brigada Mixta, durante la batalla del Ebro. 
Al final de la contienda se exilió en la Unión Soviética, donde trabajaría como obrero y se afiliaría al PCUS, en 1965.
Ya jubilado, falleció en diciembre de 1979.